# Stoyan Yordanov
Stoyan Yordanov, född 29 januari 1944 i Sofia, är en bulgarisk före detta fotbollsspelare.
Yordanov blev olympisk silvermedaljör i fotboll vid sommarspelen 1968 i Mexico City.